# Prvenstvo Zagrebačkog nogometnog podsaveza 1923.
Prvenstvo Zagrebačkog nogometnog podsaveza 1923. bilo je četvrto po redu nogometno natjecanje u organizaciji Zagrebačkog nogometnog podsaveza. Prvenstvo je prvi puta u povijesti bilo ujedno i izlučno natjecanje za novoorganizirano državno natjecanje u Kraljevini SHS - Prvenstvo Jugoslavenskog nogometnog saveza 1923.

## Natjecateljski sustav
Natjecanje u I.A razredu prvenstva Zagreba je zbog dužeg trajanja prethodne sezone 1921./22. i organizacije prvog prvenstva Jugoslavenskog nogometnog saveza 1923. odigrano jednokružno. Prvak I.A razreda izravno se plasirao na državno prvenstvo. O prvaku Zagrebačkog nogometnog podsaveza odlučivali su završnom utakmicom prvak I.A razreda prvenstva Zagreba i prvak Provincije Zagrebačkog nogometnog podsaveza.

## Rezultati

### Prvenstvo Zagreba - I.A razred
| rezultatska križaljka | GRA | CON | HAŠ | ŠPA | ILI  |
| --------------------- | --- | --- | --- | --- | ---- |
| Građanski             | GRA | 4:0 | 2:1 | 2:0 | 14:0 |
| Concordia             | -   | CON | 0:0 | 6:0 | 8:0  |
| HAŠK                  | -   | -   | HAŠ | 2:0 | 3:0  |
| Šparta                | -   | -   | -   | ŠPA | 1:1  |
| Ilirija               | -   | -   | -   | -   | ILI  |

Ljestvica učinka
| mj | naziv kluba | uta | pob | neo | izg | pop | pri | bod |
| -- | ----------- | --- | --- | --- | --- | --- | --- | --- |
| 1. | Građanski   | 4   | 4   | 0   | 0   | 22  | 1   | 8   |
| 2. | Concordia   | 4   | 2   | 1   | 1   | 14  | 4   | 5   |
| 3. | HAŠK        | 4   | 2   | 1   | 1   | 6   | 2   | 5   |
| 4. | Šparta      | 4   | 0   | 1   | 3   | 1   | 11  | 1   |
| 5. | Ilirija     | 4   | 0   | 1   | 3   | 1   | 26  | 1   |

- Građanski je izborio plasman na Prvenstvo Jugoslavenskog nogometnog saveza 1923.

### Prvenstvo Provincije
Završnica
| Datum             | Mjesto   | Momčadi                          | Rezultat |
| ----------------- | -------- | -------------------------------- | -------- |
| 4. studenog 1923. | Varaždin | Varaždinski ŠK - Orijent (Sušak) | 1:0      |

- Prvak Provincije Zagrebačkog nogometnog podsaveza 1923. je Varaždinski ŠK

### Završnica
| Datum              | Mjesto | Momčadi                    | Rezultat |
| ------------------ | ------ | -------------------------- | -------- |
| 18. studenog 1923. | Zagreb | Građanski – Varaždinski ŠK | 4:0      |

## Prvaci
Građanski iz Zagreba:  Dragutin Vrđuka, Jaroslav Šifer, Fritz Ferderber, Dragutin Vragović, Marijan Golner, Rudolf Rupec, Viktor Götz, Dragutin Bažant, Antun Pavleković, Dragutin Babić, Stjepan Pasinek, Emil Perška, Franjo Mantler, Hugo Kinter, Dušan Pejnović (trener: Arthur Gaskell)